# Cephalaspidea
El clado Cephalaspidea, también conocido como caracoles burbuja, es un taxón importante de babosas marinas y caracoles burbuja, moluscos gasterópodos marinos dentro del clado más grande Euopisthobranchia. Conchas de burbujas es otro nombre común para estas familias de gasterópodos marinos, algunos de los cuales tienen conchas delgadas en forma de burbujas. Este clado contiene más de 600 especies.
Los miembros de este clado cosmopolita solían ser considerados los más primitivos de los opistobranquios, pero ahora se los considera miembros derivados y especializados de la Euthyneura Spengel, 1881.
Cephalaspidea es el grupo más diverso morfológicamente de todos los opistobranquios.

## Anatomía
La gran mayoría posee un caparazón, aunque puede ser reducido o interno. Tienen un protector para la cabeza bien desarrollado, un ensanchamiento característico en la cabeza, que se utiliza para arar debajo de la superficie de la arena. Este protector para la cabeza evita que la arena entre en la cavidad del manto. Hay un pie musculoso con o sin parapodios (aletas carnosas en forma de alas).

### Hábitos y estructuras anatómicas relacionadas
Cephalaspidea a menudo viven justo debajo de la superficie de la arena y también se los puede observar arrastrándose sobre las rocas. Tienen estructuras sensoriales bien desarrolladas para detectar presas, que pueden ser otros opistobranquios, poliquetos o gusanos de cerdas y foraminíferos. Varias especies son carnívoros voraces.
Los miembros del género Chelidonura de colores brillantes también tienen ojos bien desarrollados en el extremo anterior de la cabeza y haces de cilios sensoriales alrededor de la boca. Con estos cilios son capaces de rastrear a su presa siguiendo el rastro mucoso de la víctima.
El órgano de Hancock es un órgano quimiosensorial situado entre el pie y el protector de la cabeza. Desempeña un papel en la detección olfativa y sensorial. Es visible como un hoyo marrón oscuro en la base del rinóforo derecho.

## Taxonomía
La taxonomía de los cefaláspidos con concha, los caracoles burbuja, como la de muchos moluscos con concha, solía basarse muy simplemente en las características de la concha. Pero debido a que existen algunas similitudes en la morfología del caparazón en todo este grupo, más recientemente los taxónomos han tenido en cuenta otras características anatómicas tales como la rádula, la molleja, el pene y el órgano de Hancock.
En 2015, un nuevo estudio basado en la filogenética molecular cambió significativamente la taxonomía de Cephalaspidea. Se confirmó la monofilia de Cephalaspidea, pero las familias Cylichnidae, Diaphanidae, Haminoeidae, Philinidae y Retusidae se encontraron no monofiléticas. Esto llevó a la creación de nuevas familias ((Alacuppidae, Colinatydidae, Colpodaspididae, Mnestiidae, Philinorbidae)) y un nuevo género (Alacuppa). Se restablecen como válidos dos apellidos (Acteocinidae, Laonidae) y dos géneros (Laona, Philinorbis).

### Taxonomía linneana
- Suborden Cephalaspidea P. Fischer, 1883
  - Superfamilia Acteonoidea D'Orbigny, 1835
  - Superfamilia Bulloidea Lamarck, 1801
  - Superfamilia Cylindrobulloidea Thiele, 1931 - Estos ahora están incluidos en el suborden Sacoglossa
  - Superfamilia Diaphanoidea Odhner, 1914
  - Superfamilia Haminoeoidea Pilsbry, 1895
  - Superfamilia Philinoidea J.E. Gray, 1850
  - Superfamilia Ringiculoidea Philippi, 1853

### Taxonomía 2005
En la taxonomía de Bouchet & Rocroi (2005), el clado Cephalaspidea se encuentra organizado de la siguiente manera:
- Superfamilia Bulloidea: familia Bullidae
- Superfamilia Diaphanoidea: familias Diaphanidae y Notodiaphanidae,
- Superfamilia Haminoeoidea: familias Haminoeidae, Bullactidae y Smaragdinellidae
- Superfamilia Philinoidea: familias Philinidae, Aglajidae, Cylichnidae, Gastropteridae, Philinoglossidae, Plusculidae y Retusidae
- Superfamilia Runcinoidea: familias Runcinidae y Ilbiidae

La superfamilia Acteonoidea ha sido incluida en el nuevo grupo informal "Lower Heterobranchia" y la superfamilia Cylindrobulloidea pasa a ser parte del grupo Cylindrobullida.

### Taxonomía 2009
Malaquias et al. (2009) reordenaron la taxonomía de Cephalaspidea  sensu lato :
- restableció Architectibranchia[5]
- restableció Runcinacea como un nombre válido fuera de Cephalaspidea.[5]
- restableció a Scaphandridae como una familia válida.[5]
- no utilizaron superfamilias en el esquema de clasificación.

La taxonomía de Cephalaspidea  sensu lato  de Malaquias et al. (2009) está organizada de la siguiente manera (hay géneros listados bajo análisis molecular; las familias no analizadas son marcadas como "incertae sedis"):
Architectibranchia Haszprunar, 1985
- Familia Acteonidae d'Orbigny, 1843 -   Acteon ,  Mexacteon ,   Pupa
- Familia Aplustridae Gray, 1847 -  Hydatina ,  Micromelo
- Familia Bullinidae Gray, 1850 incertae sedis
- Familia Ringiculidae Philippi, 1853 incertae sedis
- Familia Notodiaphanidae Thiele, 1931 incertae sedis

Runcinacea Burn, 1963
- Familia Runcinidae H. Adams y A. Adams, 1854 -   Runcina
- Familia Ilbiidae Burn, 1963 incertae sedis

Cephalaspidea Fischer, 1887 - Esto significa Cephalaspidea sensu stricto
- Familia Diaphanidae Odhner, 1914 - Diaphana, género Colpodaspis incertae sedis
- Familia Cylichnidae H. Adams y A. Adams, 1854 - Cylichna
- Familia Scaphandridae G. O Sars, 1878 - Scaphander
- Familia Retusidae Thiele, 1925 - Retusa, Pyrunculus
- Familia Rhizoridae Dell, 1952 -  Volvulella
- Familia Bullidae Gray, 1827 -   Bulla
- Familia Philinidae Gray, 1850 -  Philine
- Familia Aglajidae Pilsbry, 1895–96 -   Aglaja ,  Chelidonura ,  Navanax ,  Odontoglaja ,  Philinopsis
- Familia Philinoglossidae Hertling, 1932 -  Philinoglossa
- Familia Gastropteridae Swainson, 1840 -  Gastropteron ,  Sagaminopteron ,  Siphopteron
- Familia Plusculidae Odhner, 1968 incertae sedis
- Familia Haminoeidae Pilsbry, 1893 -   Atys ,  Haminoea ,  Phanerophthalmus ,   Smaragdinella ,  Ventomnestia  incertae sedis
- Familia Bullactidae Thiele, 1826 incertae sedis

### Taxonomía 2010
Posteriormente Malaquias (2010) trasladó Bullacta exarata (anteriormente el único miembro de Bullactidae) a la familia Haminoeidae.
Jörger y col. (2010) trasladaron Cephalaspidea sensu stricto y Runcinacea a Euopisthobranchia y confirmaron la ubicación de Acteonoidea dentro de la Heterobranchia inferior. Todas las familias de Architectibranchia ya estaban dentro del Heterobranchia Inferior en la taxonomía de Bouchet & Rocroi, a excepción de Notodiaphanidae, que se ha colocado en el Heterobranchia Inferior desde 2010, con el fin de que el Architectibranchia pueda considerarse monofilético.

### Taxonomía 2015
La publicación de Oskars T.R., Bouchet P. y Malaquias M.A. (2015). Una nueva filogenia de Cephalaspidea (Gastropoda: Heterobranchia) basada en un muestreo de taxón ampliado y marcadores genéticos. en la revista Molecular Phylogenetics and Evolution. 89 llegó a la siguiente conclusión, con la creación de nuevas familias.
- Acteocinidae Dall, 1913 - tipo de género: Acteocina Gray, 1847
- Alacuppidae Oskars, Bouchet, and Malaquias, 2015 - tipo de género : Alacuppa Oskars, Bouchet, y Malaquias, 2015
- Mnestiidae Oskars, Bouchet, y Malaquias, 2015 - tipo de género: Mnestia H. Adams y A. Adams, 1854
- Colpodaspididae Oskars, Bouchet, y Malaquias, 2015 - tipo de género: Colpodaspis M. Sars, 1870
- Colinatydidae Oskars, Bouchet, y Malaquias, 2015 - tipo de género : Colinatys Ortea, Moro y Espinosa, 2013
- Philinorbidae Oskars, Bouchet, y Malaquias, 2015 - tipo de género : Philinorbis Habe, 1950
- Laonidae Pruvot-Fol, 1954 (formerly Laoninae) - tipo de género: Laona A. Adams, 1865
- [no asignado] Cephalaspidea (nombre temporal) con los géneros Cylichnium Dall, 1908, Micratys Habe, 1952 y Noalda Iredale, 1936.

La superfamilia Bulloidea no fue apoyada en la hipótesis filogenética bayesiana y Diaphanoidea se encontró polifilética. Se aceptaron las superfamilias Haminoeoidea y Philinoidea. La composición de cada una de las superfamilias se reorganizó drásticamente.

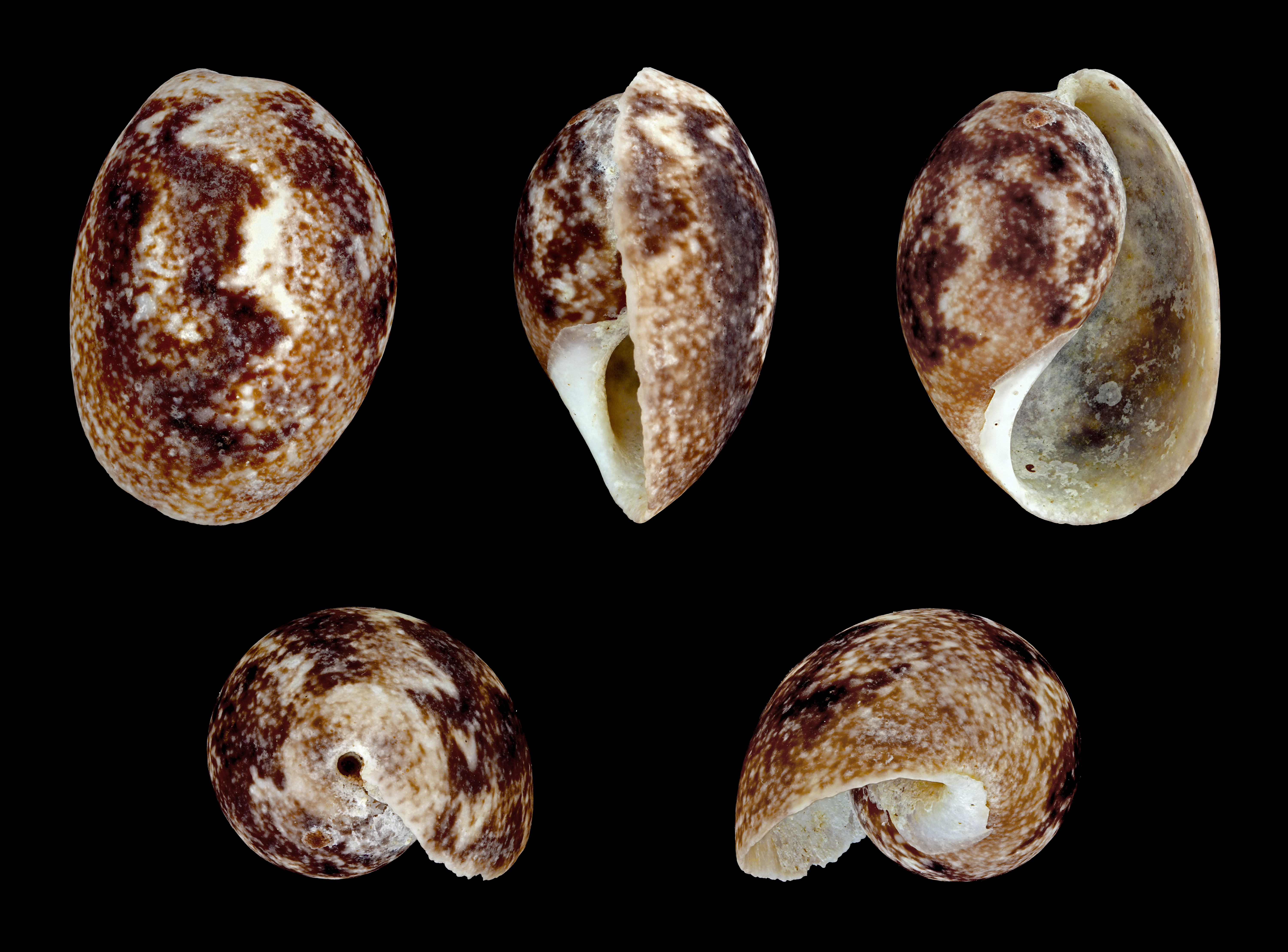
Bulla ampulla (Bullidae).
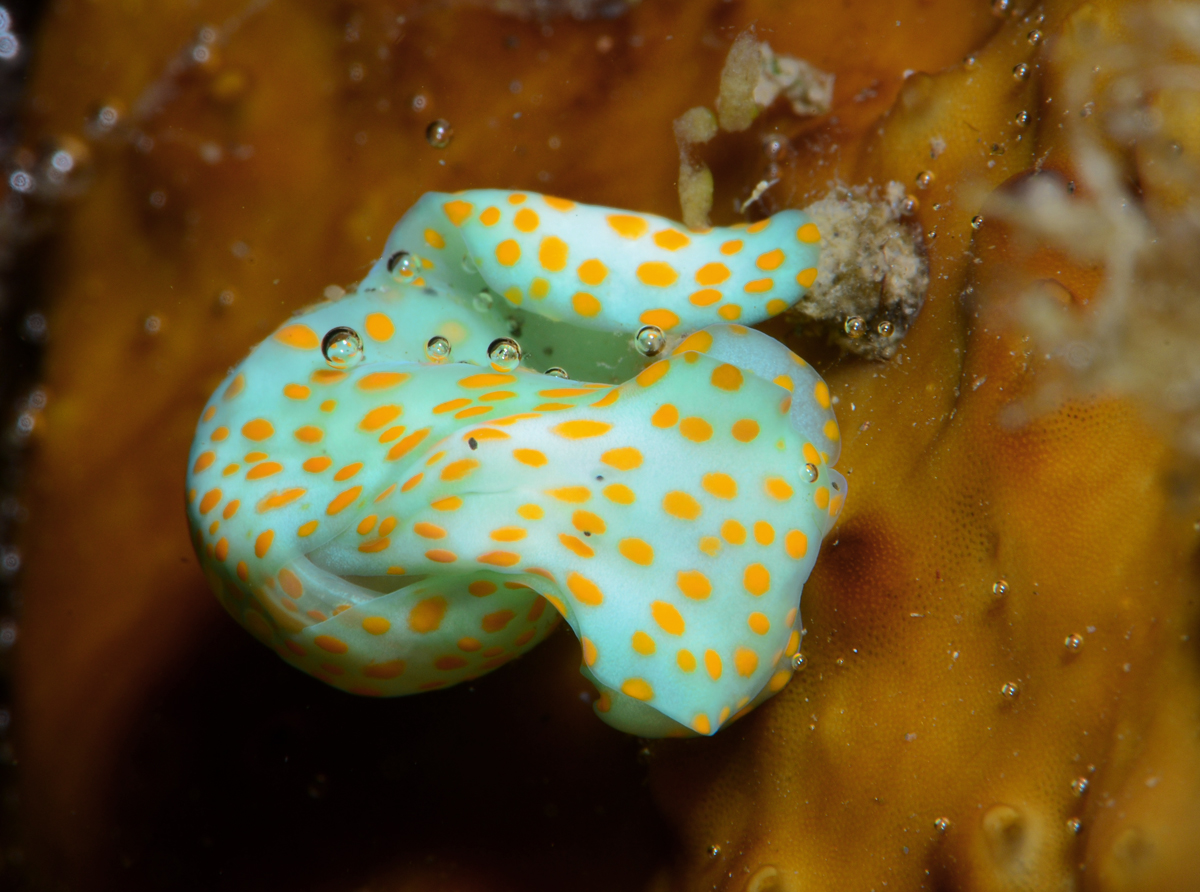
Haminoea cymbalum (Haminoeidae).
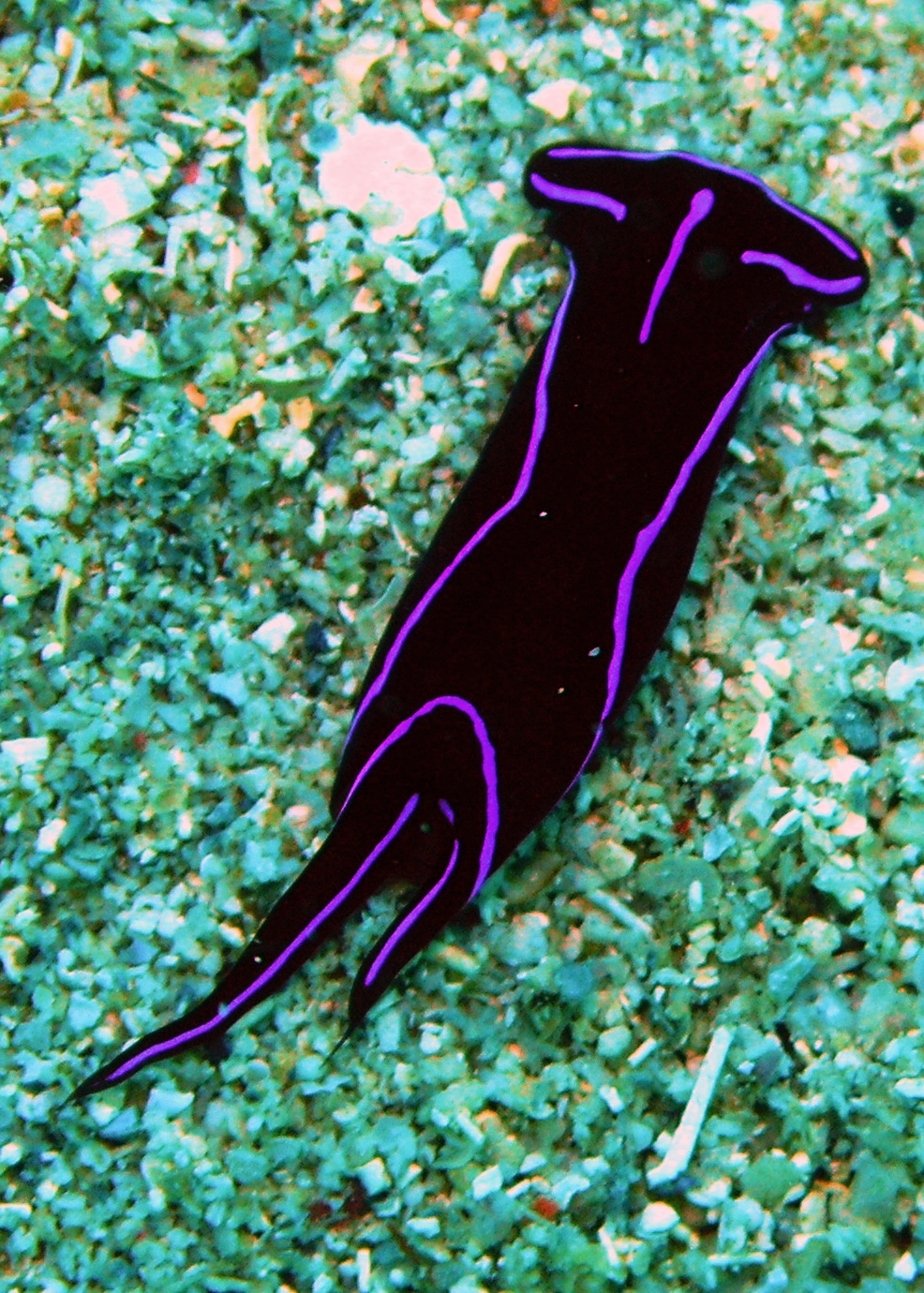
Chelidonura varians (Aglajidae).
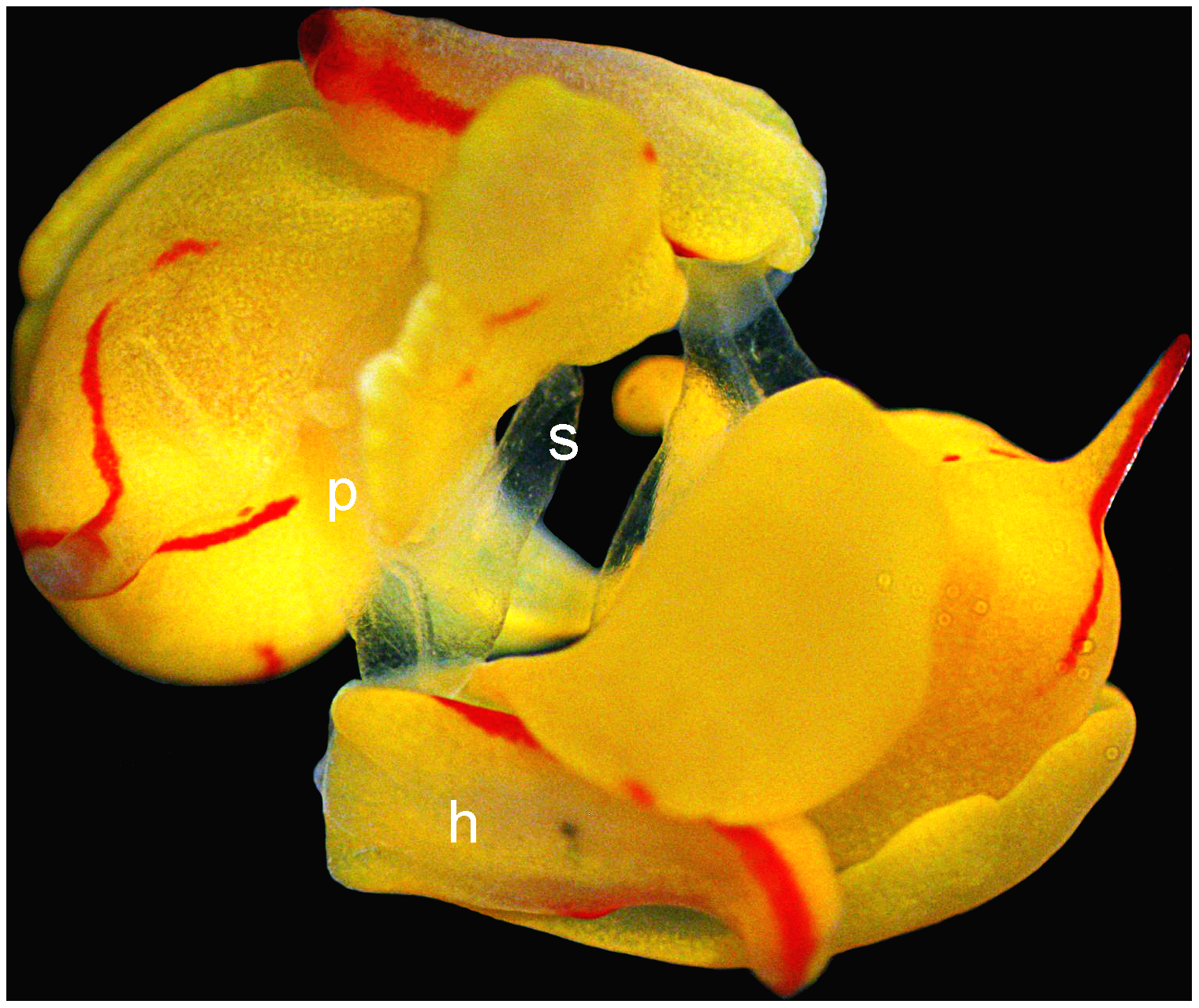
Pareja de Siphopteron quadrispinosum (Gastropteridae).